# Sedum takesimense

Seomgirincho es una flor silvestre nativa de Corea que crece en ciertas islas del mar del Japón, como Ulleungdo y las rocas de Liancourt. Los diferentes tipos de girincho pertenecen a la familia de los sedums. Seomgirincho se encuentra más comúnmente en Ulleungdo. Se le dio este nombre porque se parece a un animal imaginario con cuernos, llamado Girin. Crece en lugares soleados entre rocas junto al mar y florece con flores amarillas en julio. Ulleungdo tiene condiciones naturales y ecología únicas y es el hogar de muchas plantas nativas. Debido a su proximidad geográfica, los islotes de Liancourt tienen muchas de las mismas plantas.
- Datos: Q65122902